# Rochale
Rochale – osada w Polsce położona w województwie mazowieckim, w powiecie warszawskim zachodnim, w gminie Leszno.
Osada wchodzi w skład sołectwa Walentów.
Miejscowość uzyskała status oficjalnej od 1 stycznia 2015 r.
W latach 1975–1998 miejscowość należała administracyjnie do województwa warszawskiego.